# Copperhill
Copperhill és una població dels Estats Units a l'estat de Tennessee. Segons el cens del 2000 tenia 511 habitants.

## Demografia
Segons el cens del 2000, Copperhill tenia 511 habitants, 239 habitatges, i 146 famílies. La densitat de població era de 104,9 habitants/km².
Dels 239 habitatges en un 20,9% hi vivien nens de menys de 18 anys, en un 46,4% hi vivien parelles casades, en un 10,5% dones solteres, i en un 38,5% no eren unitats familiars. En el 34,7% dels habitatges hi vivien persones soles el 18,4% de les quals corresponia a persones de 65 anys o més que vivien soles. El nombre mitjà de persones vivint en cada habitatge era de 2,14 i el nombre mitjà de persones que vivien en cada família era de 2,73.
Per edats la població es repartia de la següent manera: un 18,2% tenia menys de 18 anys, un 8,4% entre 18 i 24, un 23,7% entre 25 i 44, un 29,4% de 45 a 60 i un 20,4% 65 anys o més.
L'edat mediana era de 44 anys. Per cada 100 dones de 18 o més anys hi havia 79,4 homes.
La renda mediana per habitatge era de 25.313 $ i la renda mediana per família de 28.365 $. Els homes tenien una renda mediana de 23.125 $ mentre que les dones 18.542 $. La renda per capita de la població era de 15.677 $. Entorn del 8,7% de les famílies i el 10,7% de la població estaven per davall del llindar de pobresa.

## Poblacions més properes
El següent diagrama mostra les poblacions més properes.